# Rio Tesouras
Rio Tesouras är ett vattendrag i Brasilien.   Det ligger i delstaten Goiás, i den centrala delen av landet, 300 km väster om huvudstaden Brasília.
Omgivningarna runt Rio Tesouras är huvudsakligen savann. Runt Rio Tesouras är det mycket glesbefolkat, med 2 invånare per kvadratkilometer.